# Dezastrul nuclear de la Kîștîm

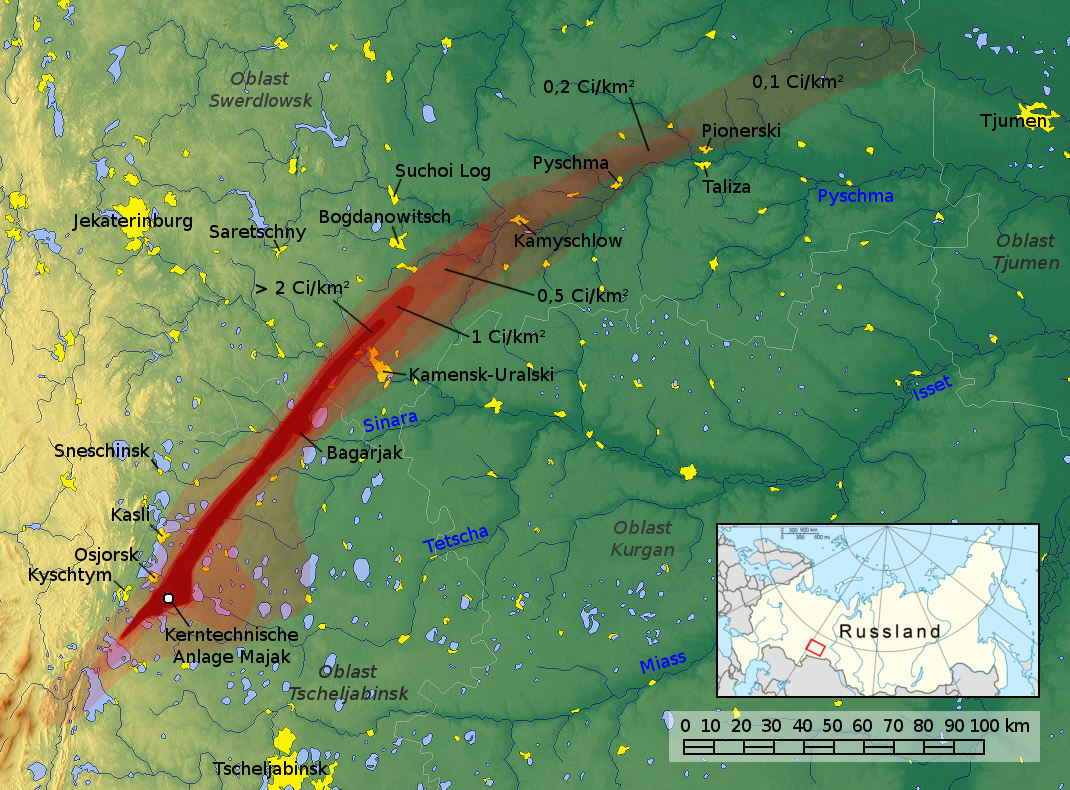
Zona contaminată în urma dezastrului de la Kîștîm.

Dezastrul de la Kîștîm (în rusă Кыштымская авария, în traducere „Accidentul de la Kîștîm”) a fost un accident nuclear la stația nucleară Maiak din orașul Oziorsk din URSS care a avut drept rezultat contaminarea radioactivă a unor teritorii extinse. A primit gradul 6 din 7 pe Scala Internațională Nucleară, făcându-l al treilea cel mai important accident nuclear din istorie.

## Context
După cel de-al Doilea Război Mondial, Uniunea Sovietică se afla în urma SUA din punct de vedere al cercetării nucleare, ceea ce a determinat autoritățile sovietice să inițieze un program masiv de cercetare pentru producerea de uraniu și plutoniu în vederea fabricării de bombe nucleare. Stația nucleară Maiak a fost construită într-un ritm alert între anii 1945-1948. Lipsa de informații a fizicienilor ruși i-a făcut să comită greșeli în ce privește măsurile de protecție.
De altfel, ei și autoritățile de resort nu s-au arătat interesate de protecția mediului înconjurător în primele etape ale producției. Toți cei 6 reactori au fost amplasați pe lacul Kîzîltaș și foloseau un sistem de răcire în circuit deschis, vărsând apa iradiată direct în lac. Inițial apa era pompată într-un râu care se vărsa în râul Obi, care se varsă în Oceanul Arctic. Mai târziu și lacul Karaceai a fost utilizat ca depozit în aer liber.
În 1953 s-a construit un depozit pentru materiale lichide iradiate. El consta din rezervoare de metal montate în baze de ciment la 8,2 metri sub nivelul solului. Din cauza nivelului ridicat de radiații deșeurile nucleare se încălzeau. Din această cauză au fost construite sisteme de răcire, fiecare conținând 20 de rezervoare. Instrumentele de monitorizare ale sistemelor de răcire și rezervoarelor nu erau însă destul de performante.

## Producerea accidentului
Pe 29 septembrie 1957, la ora locală 16:22, sistemul de răcire al unui rezervor ce conținea 70-80 de tone de deșeuri lichide s-a stricat și nu a fost reparat. Temperatura din el a crescut, rezultând în evaporarea apei și explozia resturilor rămase, formate în principal din nitrat de amoniu și acetat. Explozia a fost estimată ca având puterea a 70-100 de tone de TNT a aruncat baza de beton ce cântărea 160 de tone în aer. În urma exploziei nu a fost nicio victimă, dar s-a eliberat 70-150 PBq (Peta Becquerel). În următoarele 10-11 ore norul radioactiv s-a deplasat spre nord-est, ajungând la 300-350 km depărtare de uzină. După prăbușirea norului, 800 km² au fost contaminați pe termen lung cu cesiu-137 și stronțiu-90.

## Evacuarea
Cel puțin 22 de sate au fost afectate de explozie, 10.000 de oameni fiind evacuați. Unii au fost evacuați în decurs de o săptămână, dar la general a fost nevoie de aproape 2 ani pentru ca evacuarea să fie finalizată complet.
| Sat            | Populație | Durata evacuării (zile) | Echivalentul dozei efective (mSv) |
| -------------- | --------- | ----------------------- | --------------------------------- |
| Berdianiș      | 421       | 7-17                    | 520                               |
| Satlîkovo      | 219       | 7-14                    | 520                               |
| Galikaevo      | 329       | 7-14                    | 520                               |
| Rus. Karabolka | 458       | 250                     | 440                               |
| Alabuga        | 486       | 255                     | 120                               |
| Iugo-Konevo    | 2045      | 250                     | 120                               |
| Gornîi         | 472       | 250                     | 120                               |
| Ighiș          | 223       | 250                     | 120                               |
| Troșkovo       | 81        | 250                     | 120                               |
| Boiovka        | 573       | 330                     | 40                                |
| Melnikovo      | 183       | 330                     | 40                                |
| Fadino         | 266       | 330                     | 40                                |
| Gusevo         | 331       | 330                     | 40                                |
| Mal. Șaburovo  | 75        | 330                     | 40                                |
| Skorinovo      | 170       | 330                     | 40                                |
| Briuhanovo     | 89        | 330                     | 40                                |
| Krivoșeino     | 372       | 670                     | 40                                |
| Kojakul        | 631       | 670                     | 40                                |
| Tîghiș         | 441       | 670                     | 40                                |
| Cetîrkino      | 278       | 670                     | 42                                |
| Kliukino       | 346       | 670                     | 40                                |
| Kirpiciki      | 160       | 7-14                    | 5                                 |

## Urmările dezastrului
Din cauza faptului că accidentul a fost păstrat secret, mulți din oamenii din zonele afectate nu au știut nimic. Operațiunile de evacuare au început la 6 octombrie, fără ca populația sa fie informată. Din cauza aceasta mulți au intrat apoi în panică de frica de a contactării unei “boli” noi, misterioase. Victimelor le cădea pielea de pe față, mâini și alte părți expuse ale corpului. Deși au apărut rapoarte vagi despre accident în presa vestică, abia în 1976 evenimentul a fost făcut public de către disidentul Jores Medvedev.
Deși guvernul sovietic nu a dat nici o informație despre cele întâmplate, se estimează că peste 200 de persoane au murit imediat după accident. În urma unei cercetări făcute în 1992 s-a aflat ca 8.015 persoane au murit pe parcursul a 32 de ani după accident. Pentru a reduce contaminarea după accident, solul contaminat a fost excavat și depus în așa numite „cimitire de pământ”.
Actual nivelul de radiații din Oziorsk este destul de redus pentru oameni, dar zonele din vecinătate sunt încă foarte poluate.